# Haus Kleinschulenburgerpolder 5 (Norden)
Das Haus Kleinschulenburgerpolder 5 ist ein denkmalgeschütztes Gebäude in der ostfriesischen Stadt Norden, in Niedersachsen. Im Verzeichnis der Kulturdenkmale der Stadt Norden wird es als Einzeldenkmal geführt.

## Geschichte
Das Gebäude ist ein Gulfhaus des ostfriesischen Typs mit einer typischen Außenanlage. Es befand sich über viele Generationen im Eigentum der alteingesessenen Familie Itzen, wobei das klassizistische Wohngebäude von den Familien Itzen und Agena auch erbaut wurde. In den 1990er Jahren bewirtschaftete der Betrieb 46 Hektar Land. Die ursprüngliche Scheune wurde vermutlich in den 1780er Jahren errichtet, das Wohnende wurde 1842 erneuert. Im Obergeschoss wurde früher Getreide gelagert. Als der Klein Schulenburgerpolder im Jahr 2011 von einem größeren Betrieb aufgekauft wurde, fand die landwirtschaftliche Nutzung der Hofanlage ihr Ende. In den Jahren 2013 bis 2014 erfolgte eine Sanierung des Wohngebäudes und der Einbau von vier Ferienwohnungen. Der Eigentümer beteiligte sich am Tag des offenen Denkmals 2014.

## Architektur
Der Gebäudekomplex wird von einem parkähnlichen Garten umgeben. Der Scheunenteil hat im Westen ein Walmdach und an der Nordseite das typische Scheunentor. Der eingezogene Backsteinbau mit zweigeschossigem Wohnteil im Osten verfügt über hochrechteckige Blockrahmenfenster mit Sprossengliederung nach historischen Vorbildern und im Obergeschoss über Klappfenster. Der rechteckige Eingang mit flachem Dreiecksgiebel über hölzernen Pilastern befindet sich mittig an der östlichen Giebelseite. Der Mittelflur ist mit historischen Sandsteinplatten belegt. Erhalten sind die rundbogigen Ofennischen. Die originale farbliche Fassung der Holzbalkendecke und der hölzerne Dielenboden wurde wiederhergestellt.
Das Gebäude befindet sich in Privatbesitz und ist daher nicht öffentlich zugänglich. 